# Algirdas Sysas

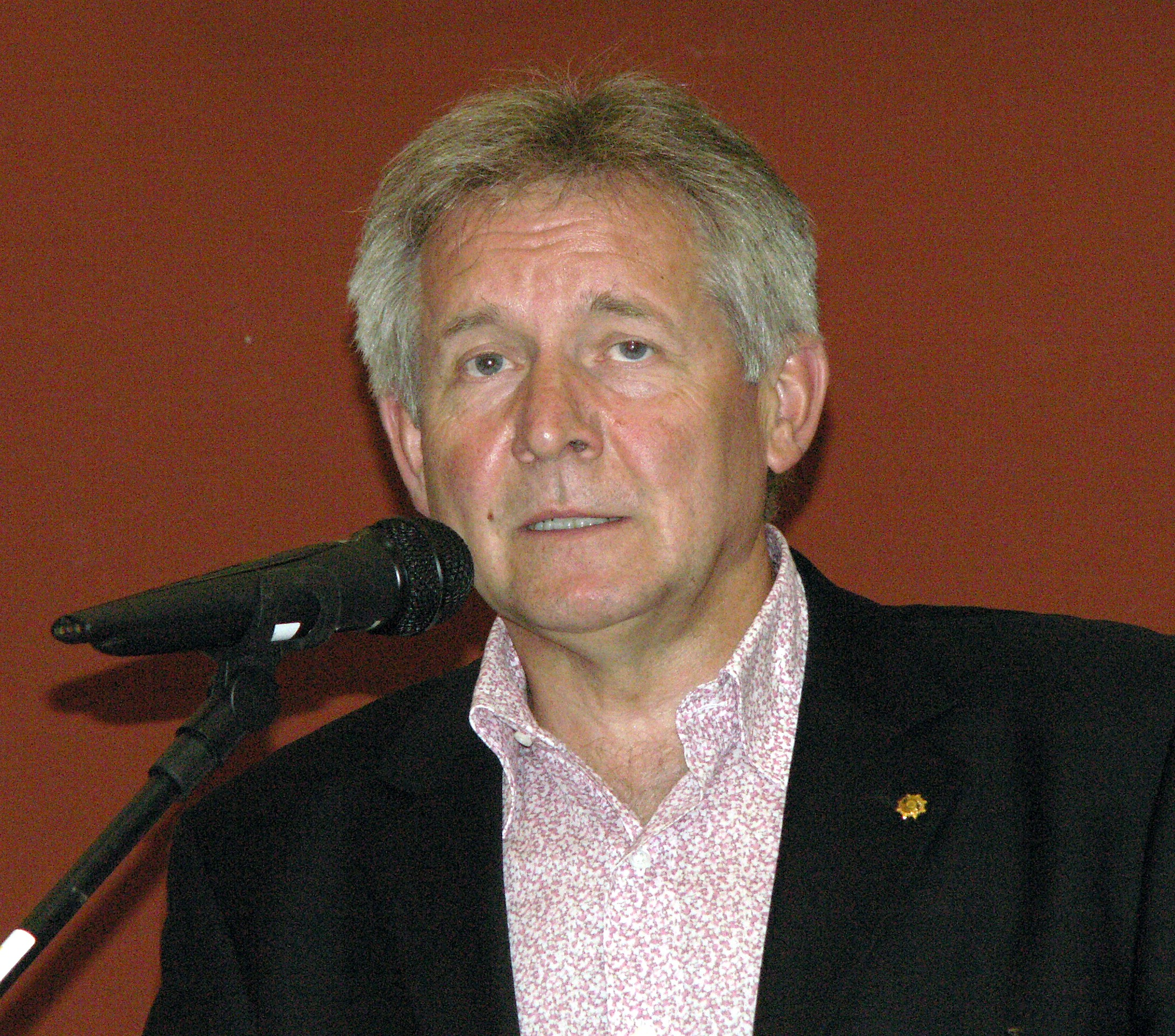
Algirdas Sysas

Algirdas Sysas (* 5. März 1954 in Vilnius, Litauische SSR) ist ein litauischer sozialdemokratischer Politiker, von 2012 bis 2016 stellvertretender Vorsitzender des Seimas. Er war davor Gewerkschafter.

## Leben
Von 1961 bis 1969 lernte Sysas an der Mittelschule Naujoji Vilnia und Antanas-Vienuolis-Mittelschule in Vilnius, von 1969 bis 1973 studierte am Politechnikum Vilnius und 1982 absolvierte die Wirtschaftswissenschaften der Vilniaus universitetas.
Von 1973 bis 1976 leistete Sysas den Sowjetarmeedienst. Von 1976 bis 1982 war er Arbeiter bei „Vilma“. Später leitete er mehrere Gewerkschaften.
Seit 2005 ist Sysas Mitglied von Lietuvos socialdemokratų partija, LSDP Ratsmitglied. Ab 2015 war er stellvertretender Parteivorsitzender der LSDP, Stellvertreter von Algirdas Butkevičius.
Von 1995 bis 1997 und von 2000 bis 2001 war Sysas Mitglied im Rat der Stadtgemeinde Vilnius. 1996, 2000, 2004, 2008, 2012, 2016 und 2020 wurde er ins Parlament Seimas gewählt. Von November 2012 bis 2016 war er stellvertretender Vorsitzender des Seimas.